# Championnats d'Europe de judo 1959
Navigation
Édition précédente Édition suivante
La 8e édition des championnats d'Europe de judo, s'est déroulée le 9 mai 1959 à Vienne, en Autriche.

## Résultats

### Individuels
| Épreuves                         | Or                    | Argent                 | Bronze                                            |
| -------------------------------- | --------------------- | ---------------------- | ------------------------------------------------- |
| 1er dan                          | Lionel Grossain (FRA) | Jacques Le Berre (FRA) | Manfred Muhl (FRG) Romano Polverari (ITA)         |
| 2e dan                           | Marcel Nottola (FRA)  | Franz Sinek (FRG)      | Gerhard Alpers (FRG) Pierre Brouha (BEL)          |
| 3e dan                           | Michel Rabut (FRA)    | Gilbert Legay (FRA)    | Paul Kunisch (AUT) Theo Guldemont (BEL)           |
| 4e dan                           | Henri Courtine (FRA)  | Claude Collard (FRA)   | Daniel Outelet (BEL)                              |
| Poids légers - 68 kg             | Koos Bonte (NED)      | Mladen Masztela (YUG)  | Matthias Schiessleder (FRG) Erich Zielke (GDR)    |
| Poids moyens - 80 kg             | Hein Essink (NED)     | Paul Kunisch (AUT)     | Alfred Trader (FRG) Dimitar Sijan (YUG)           |
| Poids lourds + 80 kg             | Anton Geesink (NED)   | Franz Sinek (FRG)      | Enrique Aparicio (ESP) Josef Novotny (TCH)        |
| Toutes catégories catégorie Open | Anton Geesink (NED)   | Nicola Tempesta (ITA)  | Jean-Pierre Dessailly (FRA) Bernard Pariset (FRA) |

### Par équipes
| Épreuve     | Or                                                                                     | Argent                                                                                 | Bronze |
| ----------- | -------------------------------------------------------------------------------------- | -------------------------------------------------------------------------------------- | --- |
| Par équipes | Royaume-Uni Kenneth Maynard John Newman Charles Palmer Alan Petherbridge Douglas Young | Pays-Bas Jan de Waal Joop Dirks Geurt van den Dolewaard Anton Geesink Theo van Ierland | France Henri Courtine Gilbert Legay Marcel Nottola Bernard Pariset Mathieu Vallauri Italie Danilo Baccianini Giuseppe Calabrese Giuseppe Loffredo Romano Polverari Nicola Tempesta |

## Tableau des médailles
Les médailles obtenues dans la compétition par équipes ne sont pas comptabilisées dans le tableau de médailles.
| Rang  | Nation               | Or | Argent | Bronze | Total |
| ----- | -------------------- | -- | ------ | ------ | ----- |
| 1     | France               | 4  | 3      | 2      | 9     |
| 2     | Pays-Bas             | 4  | 0      | 0      | 4     |
| 3     | Allemagne de l'Ouest | 0  | 2      | 4      | 6     |
| 4     | Italie               | 0  | 1      | 1      | 2     |
| 4     | Autriche             | 0  | 1      | 1      | 2     |
| 4     | Yougoslavie          | 0  | 1      | 1      | 2     |
| 7     | Belgique             | 0  | 0      | 3      | 3     |
| 8     | Espagne              | 0  | 0      | 1      | 1     |
| 8     | Allemagne de l'Est   | 0  | 0      | 1      | 1     |
| 8     | Tchécoslovaquie      | 0  | 0      | 1      | 1     |
| Total | Total                | 8  | 8      | 15     | 31    |

## Sources
- Podiums complets sur le site JudoInside.com.

- Epreuve par équipes sur le site allemand sport-komplett.de.